# Harrisina americana

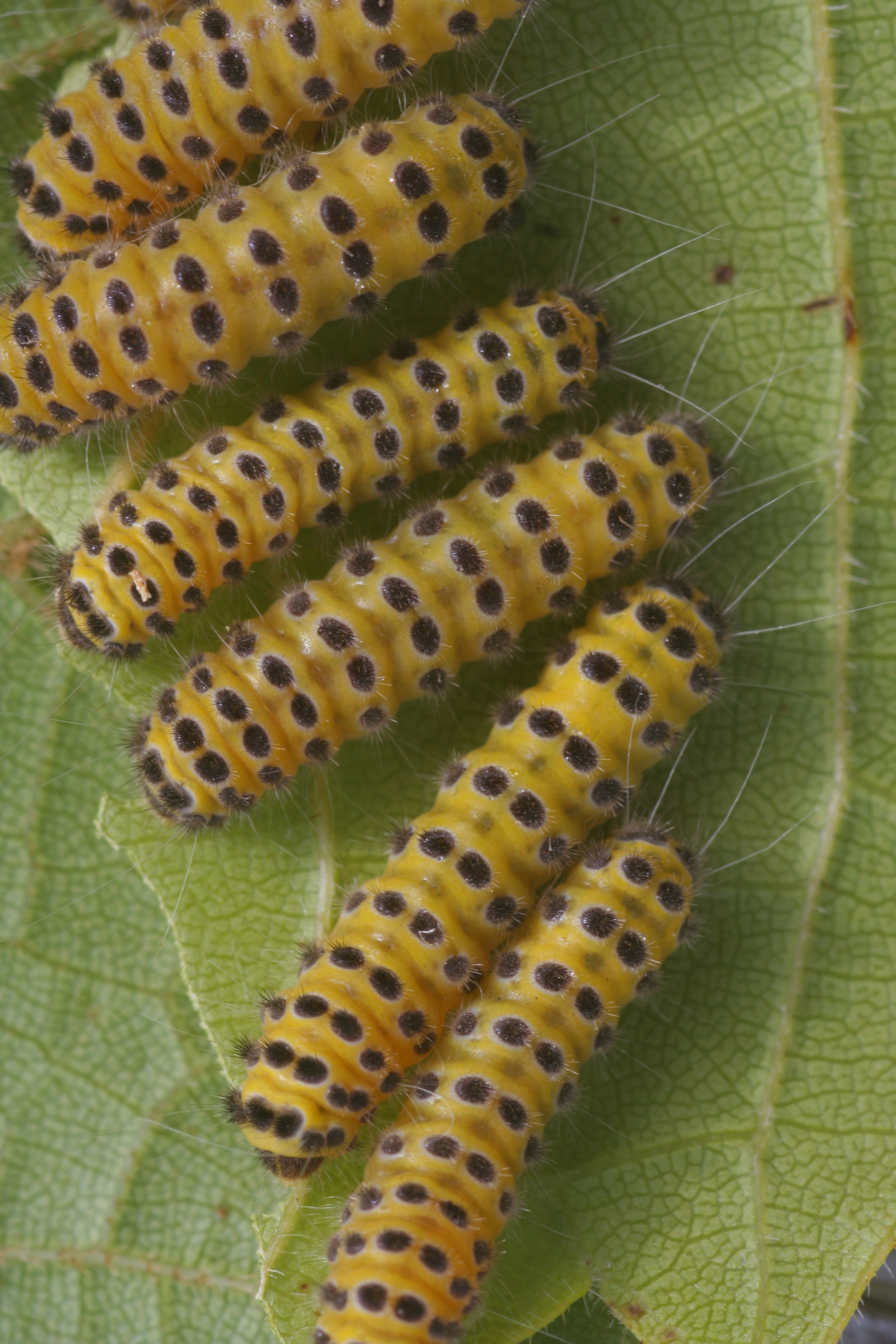
Raupen

Harrisina americana ist ein in Nord- und Mittelamerika vorkommender Schmetterling aus der Familie der Widderchen (Zygaenidae).

## Merkmale

### Falter
Harrisina americana erreicht eine Flügelspannweite von 22 bis 28 Millimetern. Die Flügel sind schmal, langgestreckt und zeichnungslos schwarz gefärbt. Auffällig ist ein ringförmig geschlossener orangeroter Kragen hinter dem schwarzen Kopf. Die Hinterflügeloberseite ist zeichnungslos schwarz. Der Hinterleib ist ebenfalls schwarz und endet mit einem kurzen fächerförmigen, zweilappigen Schwanzbüschel. Bei beiden Geschlechtern sind die schwarzen Fühler bewimpert. Der  Saugrüssel ist gut entwickelt.

### Ähnliche Arten
- Bei Acoloithus falsarius ist der orangerote Kragen stets unterbrochen. Die Art ist mit einer Flügelspannweite von um die 15 Millimeter kleiner als  Harrisina americana.
- Bei Cisseps fulvicollis ist der Kragen etwas heller orange gefärbt. Die Art ist mit einer Flügelspannweite von 30 bis 37 Millimetern größer als  Harrisina americana.

Beiden vorgenannten Arten fehlt das zweilappige Schwanzbüschel.

### Raupe
Ausgewachsene Raupen von Harrisina americana haben eine gelbe Grundfärbung und sind mit zehn schwarzen, leicht unterbrochenen Querstreifen, die aus einer Reihe von kurz behaarten Punktwarzen gebildet werden versehen. Die Kopfkapsel ist dunkelbraun.

## Vorkommen und Lebensraum
Harrisina americana kommt im Osten und der Mitte Nordamerikas, von Ontario bis Florida sowie in Teilen Mittelamerikas zuweilen zahlreich vor. Hauptlebensraum sind sonnige, offene Felder, warme Hänge, Gärten und Weinanbaugebiete.

## Lebensweise
Die überwiegend tagaktiven Falter fliegen in den südlichen Verbreitungsgebieten in mehreren Generationen das ganze Jahr hindurch, im Norden schwerpunktmäßig im Juli. Gelegentlich erscheinen die Falter auch an künstlichen Lichtquellen. Zur Nektaraufnahme besuchen sie gerne verschiedene Blüten. Hauptnahrungspflanze der Raupen ist die auch als „Wilder Wein“ bezeichnete Selbstkletternde Jungfernrebe (Parthenocissus quinquefolia). Die Raupen fallen zuweilen durch die Entlaubung von kultivierten Weinreben in Hausgärten unangenehm auf. Zu den ersten Symptomen gehört dabei das Auftreten von braunem, nekrotischem, skelettiertem Blattgewebe, da vorzugsweise die jungen, gesellig lebenden Larven einige, aber nicht alle Schichten eines Blattes fressen. Spätere Stadien vertilgen fast das gesamte Blatt und hinterlassen nur wenige große Adern. Im englischen Sprachgebrauch wird die Art deshalb als Grapeleaf Skeletonizer (Weinblatt-Skelettiermotte) bezeichnet.